# 赤松貞範
赤松 貞範（あかまつ さだのり）は、鎌倉時代後期から南北朝時代にかけての武将、守護大名。美作国守護。子孫は、春日部流（春日部流赤松氏）と称された。
通称・官位は、次郎、左衛門尉、雅楽助、筑前守、従五位下。

## 生涯
徳治元年（1306年）、赤松則村（円心）の次男として誕生。
嘉暦元年（1326年）頃、兄・範資と共に摂津国長洲荘（長洲御厨）の荘官沙汰人を務めたと推定され、同年9月に提出された起請文には、貞範は惣追捕使、範資は執行として記されている。
父・円心が後醍醐天皇の倒幕に参加した時は共に従った。元弘3年（1333年）1月、鎌倉方の備前国三石城城主・伊東宣祐が舟坂峠に侵攻すると、貞範がこれを迎え撃ち、破った。
『太平記』によると、その後、円心ら一族と共に摂津国に進出し、摩耶山に拠った。同年閏2月11日、鎌倉方により摩耶山を攻められるが、これを撃退した。ただし、『兵庫県史』はこの日付に疑義を呈しており、赤松勢は、閏2月23日に尼崎を攻撃、翌24日に坂部（酒部）（現・尼崎市）の合戦で敗退して摩耶山に籠もったと推測している。
建武2年（1335年）、中先代の乱を平定するため関東に向かう足利尊氏軍に加わった。戦後、尊氏が反新田義貞を主張して挙兵した時も従う。箱根・竹ノ下の戦いで竹ノ下に展開していた貞範の軍は300騎で脇屋義助7000騎に突撃を敢行した。これを見て義貞方の大友貞載が寝返ったため戦況が逆転し、尊氏軍が勝利した。同3年（1336年）9月、丹波国春日部荘の地頭職を与えられた。
南北朝時代には北朝方に与し、赤旗一揆を組織して活動し、室町幕府の確立に尽力した。
貞和5年（1349年）春、姫山城（のちの姫路城）を築いた。同年8月、尊氏の命により、父・円心は、足利直義方である長門探題・足利直冬の東上に備え、美作国との国境を守ったとされる。
貞和6年（1350年）1月13日、父・円心が逝去。翌・正平6年/観応2年（1351年）4月8日、兄・範資が急逝した。範資の子・赤松光範が摂津国守護職を安堵されたが、赤松家の家督と播磨国守護職は、弟・則祐に与えられた。貞範が選ばれなかった理由は幕府から疎まれていたためとされる。
正平11年/延文元年（1356年）から美作国守護を務めていた徴証がある。同4年（1359年）からは筑前入道世貞と称した。康安元年（1361年）7月12日、山名時氏が美作国に侵入し、倉懸城（旧・岡山県作東町）を攻めると、救援に赴いたが敗退した。
貞治3年（1364年）、美作国守護を、幕府に帰順した山名義理と交替されられた。
後世の系図では、応安7年（1374年）に69歳で死去したとあるが、永和2年（1376年）に活動の徴証がある。法号は栖雲（）寺殿実翁世貞。
子孫は春日部荘を相続、足利将軍家の近習に選ばれた赤松持貞・赤松貞村を輩出した。

## 仏教との関わり
- 栖雲寺（現・上郡町）を開創した[18][19][20][17][21]。同寺は、現在、松雲寺（東寺真言宗）となっている[21]。
- 白毫寺を庇護した[22]。同寺には貞範の供養塔がある[23]。
- 「応安2年（1369年）8月」と刻まれた、船越山瑠璃寺（旧・佐用郡南光町）の梵鐘に、弟・則祐らとともに、沙弥世貞（貞範）として銘記されている[14]。

## 家族
（出典：『日本史総覧』、『一宮町史』）
- 父：赤松則村（円心）
- 兄弟：範資、貞範、則祐、氏範
- 子：顕則、頼則